# 天津医科大学眼科医院
天津医科大学眼科医院，位于天津市南开区复康路251号。天津医科大学眼科医院，前身是始建于1989年新加坡华人眼科专家林少明在天津医学院捐建的"世界人工晶体中国天津培训中心"。1999年，在同安道扩建后增名为天津医科大学眼科中心。2012年12月7日，天津医科大学眼科中心正式更名为天津医科大学眼科医院。
因在脱贫攻坚战中作出突出贡献，2021年2月25日全国脱贫攻坚总结表彰大会上，天津医科大学眼科医院被授予“全国脱贫攻坚先进集体”。